# Narciso Casanovas
Narciso Casanovas (ur. w lutym 1747, zm. 1 kwietnia 1799) – hiszpański organista i kompozytor. W roku 1763 wstąpił do zakonu benedyktynów w Montserrat, gdzie pozostał do końca życia.
Jego dzieło obejmuje kompozycje sakralne, jak msze, magnificaty i psalmy. Pisał też jednoczęściowe sonaty na instrumenty klawiszowe oraz fugowane utwory na organy, ale w stylu muzyki klawesynowej – o lekkiej i żywej teksturze.
Około 50 jego utworów zachowało się w manuskryptach.

## Nagrania
- YouTube: Narcis Casanoves, Officium Hebdomadae Sanctae
- YouTube: Narcis Casanoves, nagrania różne